# Usiszczewo
Usiszczewo (ros. Усищево) – wieś (dieriewnia) w Rosji, w rejonie czerepowieckim obwodu wołogodzkiego. W 2010 r. liczyła 34 mieszkańców.